# Heterosmilax septemnervia
Heterosmilax septemnervia är en enhjärtbladig växtart som beskrevs av Fa Tsuan Wang och Tang. Heterosmilax septemnervia ingår i släktet Heterosmilax och familjen Smilacaceae. Inga underarter finns listade.